# Aradus
Aradus är ett släkte av insekter. Aradus ingår i familjen barkskinnbaggar.

## Bildgalleri

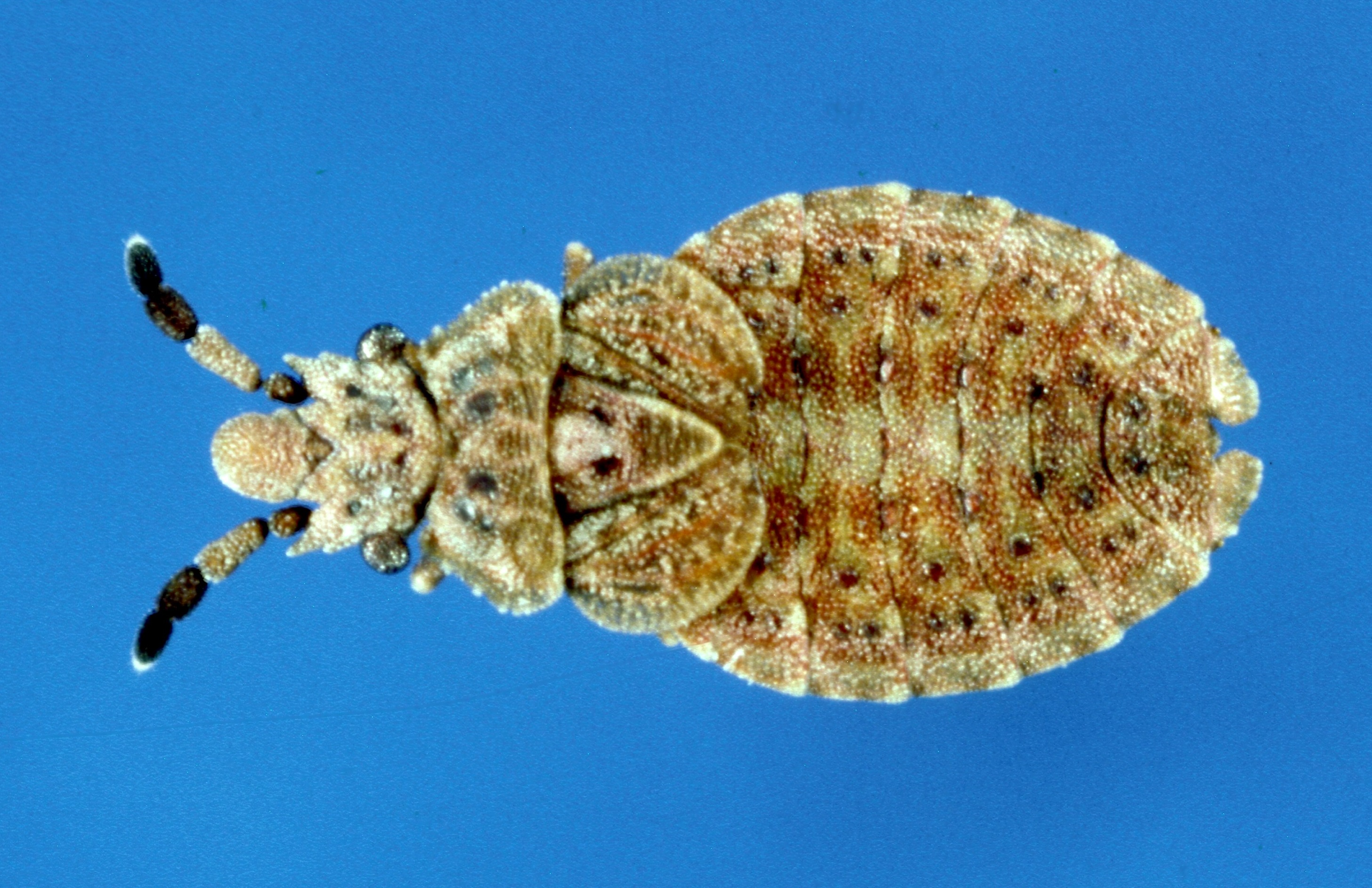

## Dottertaxa tillAradus, i alfabetisk ordning[1][2]
- Aradus abbas
- Aradus acutus
- Aradus aequalis
- Aradus alaskanus
- Aradus ampliatus
- Aradus angularis
- Aradus antennalis
- Aradus apicalis
- Aradus approximatus
- Aradus arizonicus
- Aradus aterrimus
- Aradus barberi
- Aradus basalis
- Aradus behrensi
- Aradus betulae
- Aradus betulinus
- Aradus bimaculatus
- Aradus blaisdelli
- Aradus borealis
- Aradus breviatus
- Aradus brevicollis
- Aradus brevicornis
- Aradus brunnicornis
- Aradus carolinensis
- Aradus cincticornis
- Aradus cinnamomeus
- Aradus coarctatus
- Aradus coloradensis
- Aradus compressus
- Aradus concinnus
- Aradus consors
- Aradus conspicuus
- Aradus corticalis
- Aradus crenaticollis
- Aradus crenatus
- Aradus curticollis
- Aradus debilis
- Aradus depictus
- Aradus depressus
- Aradus duzeei
- Aradus erosus
- Aradus evermanni
- Aradus falleni
- Aradus frigidus
- Aradus froeschneri
- Aradus funestus
- Aradus furnissi
- Aradus furvus
- Aradus fuscipennis
- Aradus fuscomaculatus
- Aradus gracilicornis
- Aradus gracilis
- Aradus heidemanni
- Aradus hesperius
- Aradus implanus
- Aradus inornatus
- Aradus insignitus
- Aradus insolitus
- Aradus intectus
- Aradus intermedius
- Aradus kormilevi
- Aradus laeviusculus
- Aradus lawrencei
- Aradus leachi
- Aradus linsleyi
- Aradus lugubris
- Aradus marginatus
- Aradus medioximus
- Aradus montanus
- Aradus niger
- Aradus nigrinus
- Aradus obtectus
- Aradus occidentalis
- Aradus opertaneus
- Aradus orbiculus
- Aradus oregonicus
- Aradus ornatus
- Aradus ovatus
- Aradus oviventris
- Aradus paganicus
- Aradus pannosus
- Aradus parshleyi
- Aradus parvicornis
- Aradus patibulus
- Aradus persimilis
- Aradus proboscideus
- Aradus quadrilineatus
- Aradus robustus
- Aradus saileri
- Aradus saskatchewanensis
- Aradus serratus
- Aradus shermani
- Aradus signaticornis
- Aradus similis
- Aradus snowi
- Aradus subruficeps
- Aradus taylori
- Aradus truncatus
- Aradus tuberculifer
- Aradus uniannulatus
- Aradus uniformis
- Aradus usingeri
- Aradus vadosus
- Aradus vandykei